# Frederik Hougaard Nielsen
Frederik Hougaard Nielsen (n. Kongens Lyngby, Hovedstaden, Dinamarca; 27 de julio de 1988) es un baloncestista profesional danés. Con una estatura de 1,80 metros de altura que desempeña en la posición de base y actualmente está sin equipo. Es internacional con la Selección de baloncesto de Dinamarca.

## Trayectoria deportiva
Comenzó en el año 2005 en las filas del Horsholm 79ers danés, en el que militaría gran parte de su carrera salvo un par de temporadas vistiendo la camiseta de Bakken Bears, con el que se alzó con el título de liga de Dinamarca durante las temporadas 2011/12 y 2012/13. 
En la campaña 2013/2014, la primera en  Horsholm 79ers tras jugar en Bakken Bears, fue nombrado Jugador Defensivo de la temporada.
Nielsen es, históricamente, uno de los mejores asistentes de la Basket Ligaen danesa con casi 1.500 pases en su carrera. 
En la temporada 2017/18 promedia 7’2 puntos, 3’2 rebotes y 6 asistencias por partido en 24 encuentros disputados (11’5 de valoración) con Horsholm 79ers a las órdenes del técnico español Rafael Monclova. 
El 23 de julio de 2018, firma por el Real Murcia Baloncesto de la LEB Plata por una temporada, para volver a ponerse a las órdenes de Rafael Monclova.
En su primera temporada en las filas del club murciano se consolida como uno de los pilares del equipo entrenado por Rafael Monclova, llegando a la final de la Liga LEB Plata por el ascenso a LEB Oro en la que el club perdería frente al CB Almansa.
En la temporada 2019/20 conseguiría el ascenso a la Liga LEB Oro, tras ser pieza clave en dirigir el mando del equipo posicionando al club murciano en primera posición del "Grupo Este" antes del parón del coronavirus en marzo de 2020.
En agosto de 2020, el jugador es renovado para disputar con el Real Murcia Baloncesto la Liga LEB Oro durante la temporada 2020-21.
El 5 de enero de 2021, rescinde su contrato con Real Murcia Baloncesto, tras dos años y medio en el club murciano con el que disputó 70 partidos.

## Internacional
Es internacional con Dinamarca, con el que disputó en 2018 dos partidos clasificatorios para el Eurobasket 2021.